# Thí nghiệm khe Young

Sự lan truyền của các sóng trong thí nghiệm khe Young. Phần sóng giao nhau ở phía dưới tạo ra các vân giao thoa.

Thí nghiệm khe Young, được thực hiện lần đầu bởi Thomas Young vào khoảng năm 1805, là một thí nghiệm quang học chiếu ánh sáng qua hai khe hẹp và quan sát vân giao thoa trên màn ảnh nằm sau.
Các vân giao thoa cho thấy ánh sáng lan truyền như các sóng, do đó thí nghiệm này đã chứng tỏ tính chất sóng của ánh sáng, củng cố lý thuyết sóng ánh sáng Huygens.
Thí nghiệm khe Young cũng có thể được thực hiện với các chùm electron hay nguyên tử để cho thấy lưỡng tính sóng hạt của chúng, hay đơn giản là có thể quan sát với sóng nước.

## Lịch sử
Trước khi thí nghiệm khe Young được thực hiện, tính chất sóng của ánh sáng mới chỉ được đưa ra như một giả thuyết, dù khá thành công trong việc giải thích hiện tượng khúc xạ, và là tâm điểm của cuộc tranh luận giữa hai trường phái: một bên dẫn đầu bởi Isaac Newton với lý thuyết hạt ánh sáng của mình và bên kia là Christiaan Huygens với lý thuyết sóng ánh sáng.
Khoảng năm 1805, thầy thuốc và nhà vật lý người Anh Thomas Young đã thực hiện thí nghiệm của mình. Anh cắt một lỗ nhỏ trên một cửa sổ và bao phủ nó bởi một tấm bìa dày có một lỗ nhỏ ở đó và sử dụng một cái gương để làm lệch hướng chùm tia ánh sáng mảnh xuyên qua đó. Sau đó, anh dùng một thẻ nhỏ dày khoảng 1/13 inch, trên có hai khe nhỏ và đặt nó ở giữa chùm tia để chia chùm tia sáng thành hai luồng ánh sáng. Kết quả thu được trên tường là những vân giao thoa (các dải sáng và dải tối).
Hiện tượng quan sát được chỉ có thể được giải thích nếu hai chùm tia sáng đó lan truyền như các sóng. Các dải sáng trên tường là nơi hai đỉnh sóng giao nhau, các dải tối là nơi một đỉnh sóng giao thoa với một bụng sóng. Thí nghiệm của Young đã khẳng định sự lan truyền của ánh sáng như những sóng.
Vào năm 1924, nhà vật lý người Pháp Louis de Broglie đề xướng rằng electron và những hạt vật chất khác cũng có những thuộc tính sóng; ví dụ chúng có bước sóng liên hệ trực tiếp với động lượng qua công thức de Broglie.
Các thí nghiệm kiểm tra tính chất sóng của electron đã được thực hiện bởi Clinton Joseph Davisson và Lester Halbert Germer ở Phòng thí nghiệm Bells. Họ đã lặp lại thí nghiệm khe Young, thay chùm ánh sáng bằng chùm tia electron, và cũng quan sát được các vân giao thoa của electron. Thời điểm diễn ra thí nghiệm này hiện chưa rõ. Theo ông Peter Rodger, biên tập viên khoa học của tạp chí Physics Today, thì lần đầu tiên ông đọc được một bài viết về thí nghiệm này là năm 1961, và tác giả là nhà vật lý Claus Joensson ở Đại học Tueblingen (Tây Đức). Tuy nhiên, có lẽ thí nghiệm trên đã được thực hiện trước đó.